# 19. србобранска пјешадијска бригада
Деветнаеста србобранска пјешадијска бригада је била пјешадијска јединица Војске Републике Српске, у саставу Првог крајишког корпуса. Зона одговорности је била територија општине Србобран, која је била у саставу Републике Српске односно 30. лака пјешадијска дивизија. Према прелиминарним подацима, у ратним дејствима погинуо је 291 борац ове бригаде, а око 950 их је лакше или теже рањено.

## Историја
Срби су према попису из 1991. представљали значајан удио становништва Доњег Вакуфа, уз присуство нешто већег броја муслимана, па су се с циљем спречавања геноцида над српским становништвом и спречавања понављања злочина из Другог свјетског рата, почетком Одбрамбено-отаџбинског рата на вријеме организовали и формирали своје војне јединице.
Деветнаеста партизанска бригада ЈНА из Словеније је 1991. по споразуму дислоцирана на Кулу код Мркоњић Града. Бригада је имала команданта, неколико руковалаца материјално-техничким средствима и само 282 борца. Било је предвиђено да се бригада попуњава по једним батаљоном са територија општина Купрес, Бугојно и Доњи Вакуф. Почетком марта 1992. наређена је мобилизација и формирање команди и јединица. На темељима ове бригаде формирана је 19. доњевакуфска пјешадијска бригада формирана је 26. марта 1992. године. Задатак јој је био да на простору Купреса, Бугојна и Доњег Вакуфа спречава међунационалне сукобе. Доњи Вакуф је промијенио име у Србобран, па је и бригада, 3. јула 1992, добила ново име - 19. пјешадијска србобранска бригада. Била је у саставу 30. пјешадијске дивизије
Бригада која је у својим редовима имала само 282 борца, већ у јуну исте године је у својим редовима имала 4.800 војно способних бораца. Број војника у самој бригаде, током цијелог Одбрамбено-отаџбинског рата је варирао, од 3.500 до 5.000 бораца. Од маја 1992. до септембра 1995. бригада је водила борбе на одбрани јужних граница Републике Српске, на правцима Бугојно-Србобран, Нови Травник-Оборци и Травник-Турбе-Комар. Учествовала је у ослобађању Јајца, 29. октобра 1992. Дијелови бригаде, јачине чете до батаљона, били су ангажовани и на Влашићу, те на добојском, граховском и мркоњићком ратишту. Од септембра 1995. до демобилизације, крајем марта 1996, бригада је била на положају на ријеци Угар, испред Кнежева. Зона одговорности ове григаде је био фронт дуг преко 120 километара.
По формацији, бригада је имала: команду бригаде, четири пјешадијска батаљона, позадинску батерију, тенковску чету, самосталну чету "Зијамет", чету везе, извиђачко-диверзантски вод, чету војне полиције, инжењеријску чету, батерију
минобацача 120 мм, батерију лансера ракета 128 мм, батерију ПВО, команду стана и одјељење за електронско извиђање. Батаљони су имали 600-800 бораца. Бригада је попуњавана војним обвезницима са територије општине Србобран и
избјеглим становништвом са територија општина Травник, Турбе и Бугојно. Током борби 1995, бригади је придодат и раднички батаљон, попуњаван војним обвезницима са територије Бање Луке и Лакташа. Дејтонским споразумом општина Србобран је припала ФБиХ, па је бригада изгубила зону одговорности. У марту 1996. дио састава ове бригаде ушао је у састав 108. бригаде ВРС, а дио је демобилисан.
Према подацима, погинуо је 291 борац (рачунајући и четири нестала), а 950 је лакше или теже рањено. Из општине Србобран погинуло је и 16 полицајаца и 18 бораца у другим јединицама ВРС (укупно 325).
Око половине избјеглог становништва из ратне општине Србобран населило се на подручје општине Градишка. У Градишци је била и спомен-соба 19. бригаде, која није сачувана. У Градишци је подигнут споменик погинулим борцима (заједно са погинулима 1. лаке градишке бригаде), али су из 19. пјешадијске србобранске бригаде уписана само имена погинулих чије породице живе у Градишци. У порти манастира Глоговац у општини Шипово је подигнут 2023. godine споменик на ком су уписана имена палих бораца.
Команданти бригаде били су: пуковник Миливоје Костић (до 10. јуна 1992), пуковник Бранислав Грујић (10. јун 1992. - 1. јул 1993), потпуковници Љубомир Јокић (1. јул 1993. - мај 1994) и Милан Вујић (мај 1994. - април 1996).
Сваке године, 26. марта обиљежава се дан 19. србобранске пјешадијске бригаде.